# Gran Premio Industria e Commercio di Prato 1985
Il Gran Premio Industria e Commercio di Prato 1985, quarantesima edizione della corsa, si svolse il 25 aprile 1985 su un percorso di 220 km, con partenza e arrivo a Prato. Fu vinto dall'italiano Ezio Moroni della Atala-Ofmega-Campagnolo davanti allo spagnolo Marino Lejarreta e all'italiano Mario Beccia.

## Ordine d'arrivo (Top 10)
| Pos. | Corridore            | Squadra                         | Tempo    |
| ---- | -------------------- | ------------------------------- | -------- |
| 1    | Ezio Moroni          | Atala-Ofmega-Campagnolo         | 5h20'00" |
| 2    | Marino Lejarreta     | Alpilatte-Olmo-cierre           |          |
| 3    | Mario Beccia         | Malvor-Bottecchia-Vaporella     |          |
| 4    | Alessandro Paganessi | Murella-Rossin                  |          |
| 5    | Moreno Argentin      | Sammontana-Bianchi              |          |
| 6    | Jesper Worre         | Sammontana-Bianchi              |          |
| 7    | Harald Maier         | Gis Gelati-Trentino Vacanze     |          |
| 8    | Johan Van Der Velde  | Vini Ricordi-Pinarello-Sidermec |          |
| 9    | Michael Wilson       | Alpilatte-Olmo-Cierre           |          |
| 10   | Romano Randi         | Alpilatte-Olmo-Cierre           |          |